# Céline Scheen

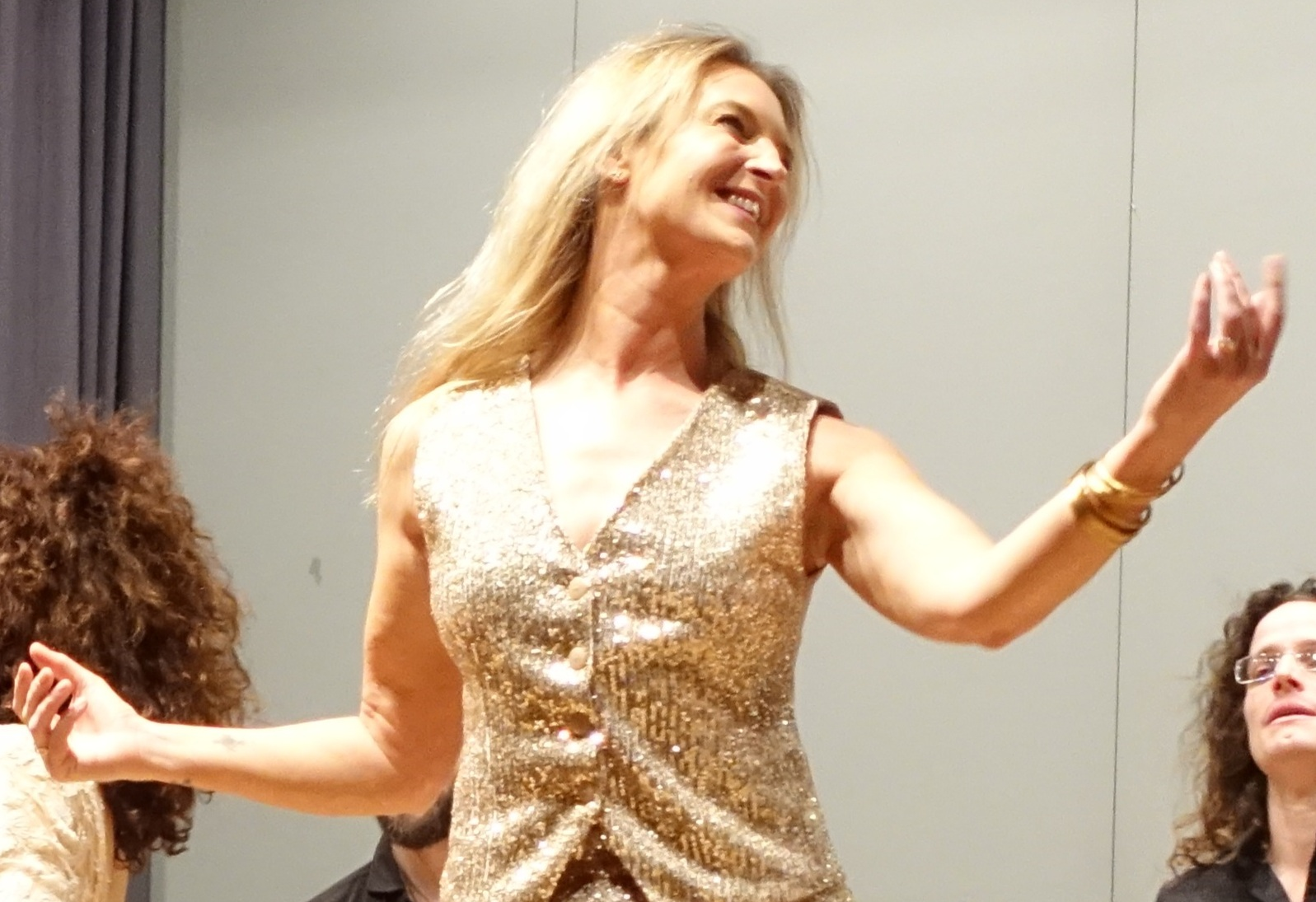
Céline Scheen (2023)

Céline Scheen (* 15. März 1976 in Verviers) ist eine belgische Sopranistin.

## Leben
Die in Plombières aufgewachsene Céline Scheen nahm bereits im Alter von fünf Jahren mit ihren Eltern an den Proben des örtlichen Kirchenchors teil, den ihr Vater leitete. Als Jugendliche besuchte sie das Konservatorium in Verviers, wo sie die Fächer Flöte und Gesang belegte. Ihr Jugendtraum war es, französische Chanson- oder Rocksängerin zu werden. In Verviers begann sie mit dem Gesangsunterricht unter Annie Frantz. Ab 1996 besuchte sie das königliche Konservatorium Mons und erhielt dort erste Preise in den Fächern Konzert- und Operngesang in der Klasse von Marcel Vanaud. Anschließend setzte sie ihre Studien am Brüsseler Konservatorium fort.
Céline Scheen war in den Jahren 1994 bis 1996 Mitglied im Weltjugendchor und bereiste mit ihm Lateinamerika, Kanada, Estland, Litauen, Finnland und Schweden.
1998 erhielt sie das „Nany-Philippart“-Stipendium und konnte an der Brüsseler Chapelle musicale Reine Elisabeth ihre Studien fortsetzen. Anschließend besuchte sie während zwei Jahren die Guildhall School of Music in London bei Vera Rosza, die sie überzeugte sich der Alten Musik zu widmen. Außerdem besuchte sie Meisterkurse bei Jean-Paul Fouchécourt, Monique Zanetti und Helmut Deutsch.

## Wirken
Bekanntheit erlangte sie 1999, als sie mit Musica Antiqua Köln unter Reinhard Goebel für die Deutsche Grammophon an einer viel beachteten Aufnahme zu Gérard Corbiaus Film Le Roi Danse mitwirkte.
Seither hat sie in vielen Opernproduktionen mitgewirkt, so in den Rollen der Lucy in The Telephone, oder L’Amour à trois von Gian Carlo Menotti, Thérèse in Les mamelles de Tirésias von Francis Poulenc, als Frasquita in Carmen von Georges Bizet, in Mozarts Zauberflöte, als Grilletta in Lo speziale von Joseph Haydn, als Zerlina in Mozarts Don Giovanni oder als Philonoé in Lullys Bellérophon. Unter der Leitung von René Jacobs hörte man sie im Brüsseler Monnaie-Theater in Glucks Alceste, Cavallis Eliogabalo und Mozarts Zauberflöte.
Als Konzertsängerin trat sie in Carl Orffs Carmina Burana, dem Requiem von Gabriel Fauré, der Krönungsmesse von Mozart, und in Bachs Johannespassion auf. Zu den Ensembles, mit denen sie zusammenarbeitete, gehören die Musica Antiqua Köln, Il Fondamento, das Ricercar Consort unter Philippe Pierlot, das von Stéphanie de Failly gegründete Ensemble Clematis unter Leonardo García Alarcón, ebenso wie dessen Capella Mediterranea, das „Ensemble La Fénice“ unter Jean Tubéry, das La Cetra Barockorchester Basel unter Andrea Marcon und Le Concert des Nations unter Jordi Savall. Ab 2010 arbeitet sie mehrere Jahre mit Christophe Rousset und seinem Ensemble Les Talens Lyriques an Konzert- und Opernproduktionen. 2016 folgten zahlreiche Konzerte, unter anderem in mehreren deutschen Städten mit dem Ensemble L’Arpeggiata unter Christina Pluhar, eine Zusammenarbeit die auch über 2017 hinaus fortgesetzt wurde, unter anderem mit Konzerten in mehreren Ländern Europas, Neuseeland und in der New Yorker Carnegie Hall. Seit dem Studienjahr 2019 ist Céline Scheen Professorin am Königlichen Lütticher Konservatorium.